# Burg Lipowiec

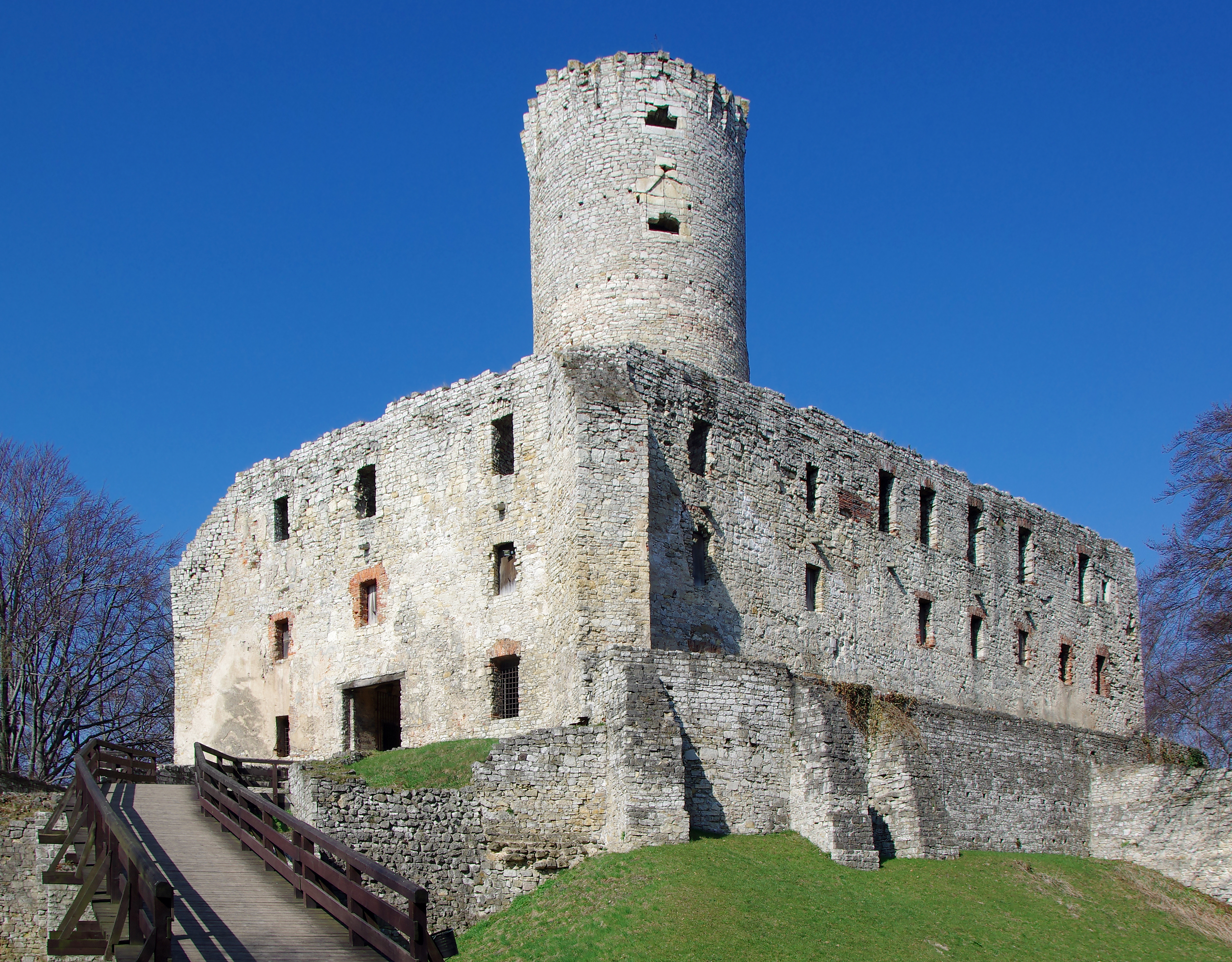
Torbereich

Die Burg Lipowiec (polnisch: Zamek Lipowiec) ist eine Burg in Babice unweit von Chrzanów im Krakau-Tschenstochauer Jura. Sie ist eine der Adlerhorstburgen aus dem 14. Jahrhundert an der ehemaligen Grenze zwischen dem Königreich Polen und dem Königreich Böhmen. Die Höhenburg liegt auf dem gleichnamigen Felsen im Naturreservat Lipowiec.

## Geschichte
Die Burg lag an der Via Regia von Breslau nach Krakau. Der Krakauer Bischof Johann Prandota erwarb in der ersten Hälfte des 13. Jahrhunderts die Gegend, auf der sich möglicherweise bereits zuvor eine Wehranlage mit Bergfried befand, und baute diese zu einer Burg aus. Ab 1294 nutzte der Krakauer Bischof Johann Muskata die Burg in seinem Konflikt mit dem späteren polnischen König Władysław I. Ellenlang. Muskata baute die Burg weiter aus. Er fand bis 1312 auf der Burg Unterschlupf, als Władysław ihn 1306 aus Krakau vertrieb. Im 14. und 15. Jahrhundert bauten die Krakauer Bischöfe, insbesondere Wojciech Jastrzębiec und Zbigniew Oleśnicki, die Burg im gotischen Stil weiter aus. Sie diente ihnen auch als Festung während der Hussiteneinfälle. 1443/1444 wurde auf der Burg der Vertrag über den Erwerb des Herzogtums Siewierz durch die Krakauer Bischöfe unterzeichnet. Ab dem 15. Jahrhundert nutzten die Krakauer Bischöfe sie als Gefängnis für geistliche Häftlinge, was insbesondere während der Reformation zum Tragen kam. Zu den bedeutendsten Gefangenen auf der Burg gehörten die Reformatoren Francesco Stancaro und Marcin Krowicki. Den Umbau der Burg in ein Gefängnis leiteten im 16. Jahrhundert insbesondere die Bischöfe Jan Konarski und Andrzej Zebrzydowski. 1629 brannte ein Teil der Burg ab und die Burg wurde auch während der Schwedischen Sintflut Mitte des 17. Jahrhunderts in Mitleidenschaft gezogen. Die Krakauer Bischöfe nutzten die Burg immer seltener und errichteten stattdessen ein Barockschloss in ihrer Nähe. Gleichwohl blieb die Burg bewohnt und König Johann III. Sobieski nächtigte in ihr 1683 auf seinem Weg nach Wien zur Schlacht am Kahlenberg. In den 1720er Jahren begann Bischof Konstanty Felicjan Szaniawski mit der Restaurierung der Burg, die in den 1750er Jahren von Bischof Andrzej Stanisław Załuski zu Ende gebracht wurde. Nach dem Tod von Bischof Kajetan Sołtyk ging die Burg  1789 im Zuge der Reformen von Joseph II. in Staatsbesitz über. 1800 brannte die Burg jedoch ab und wurde seither nur noch vorübergehend bis in die 1840er Jahre als Wohnraum genutzt. 1868 erwarb Guido Henckel von Donnersmarck die Burgruine, was jedoch den weiteren Verfall nicht aufhielt. Erst in den 1950er Jahren wurde die Ruine gesichert und restauriert. Archäologische Arbeiten wurden bis in die 1970er Jahre durchgeführt. Die Burgruine beherbergt ein kleines Museum.